# Aesch, Zürich
Aesch är en ort och kommun i distriktet Dietikon i kantonen Zürich, Schweiz. Kommunen har 1 698 invånare (2023).